# Cantón de Truchtersheim
El cantón de Truchtersheim era una división administrativa francesa, que estaba situada en el departamento de Bajo Rin y la región de Alsacia.

## Composición
El cantón estaba formado por veinticuatro comunas:
- Berstett
- Dingsheim
- Dossenheim-Kochersberg
- Durningen
- Fessenheim-le-Bas
- Furdenheim
- Gougenheim
- Griesheim-sur-Souffel
- Handschuheim
- Hurtigheim
- Kienheim
- Kuttolsheim
- Neugartheim-Ittlenheim
- Osthoffen
- Pfettisheim
- Pfulgriesheim
- Quatzenheim
- Rohr
- Schnersheim
- Stutzheim-Offenheim
- Truchtersheim
- Willgottheim
- Wintzenheim-Kochersberg
- Wiwersheim

## Supresión del cantón de Truchtersheim
En aplicación del Decreto n.º 2014-185 de 18 de febrero de 2014, el cantón de Truchtersheim fue suprimido el 22 de marzo de 2015 y sus 24 comunas pasaron a formar parte, veintitrés del nuevo cantón de Bouxwiller y una del nuevo cantón de Lingolsheim.